# Reaction Motors XLR-11

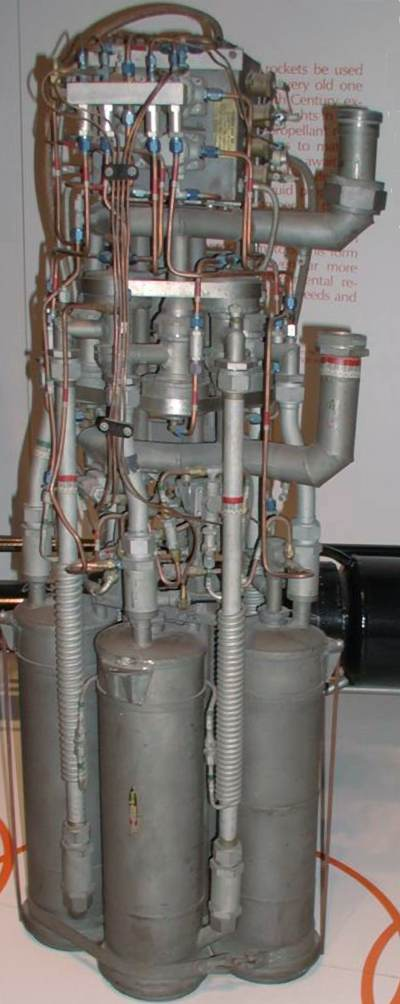
Reaction Motors XLR-11

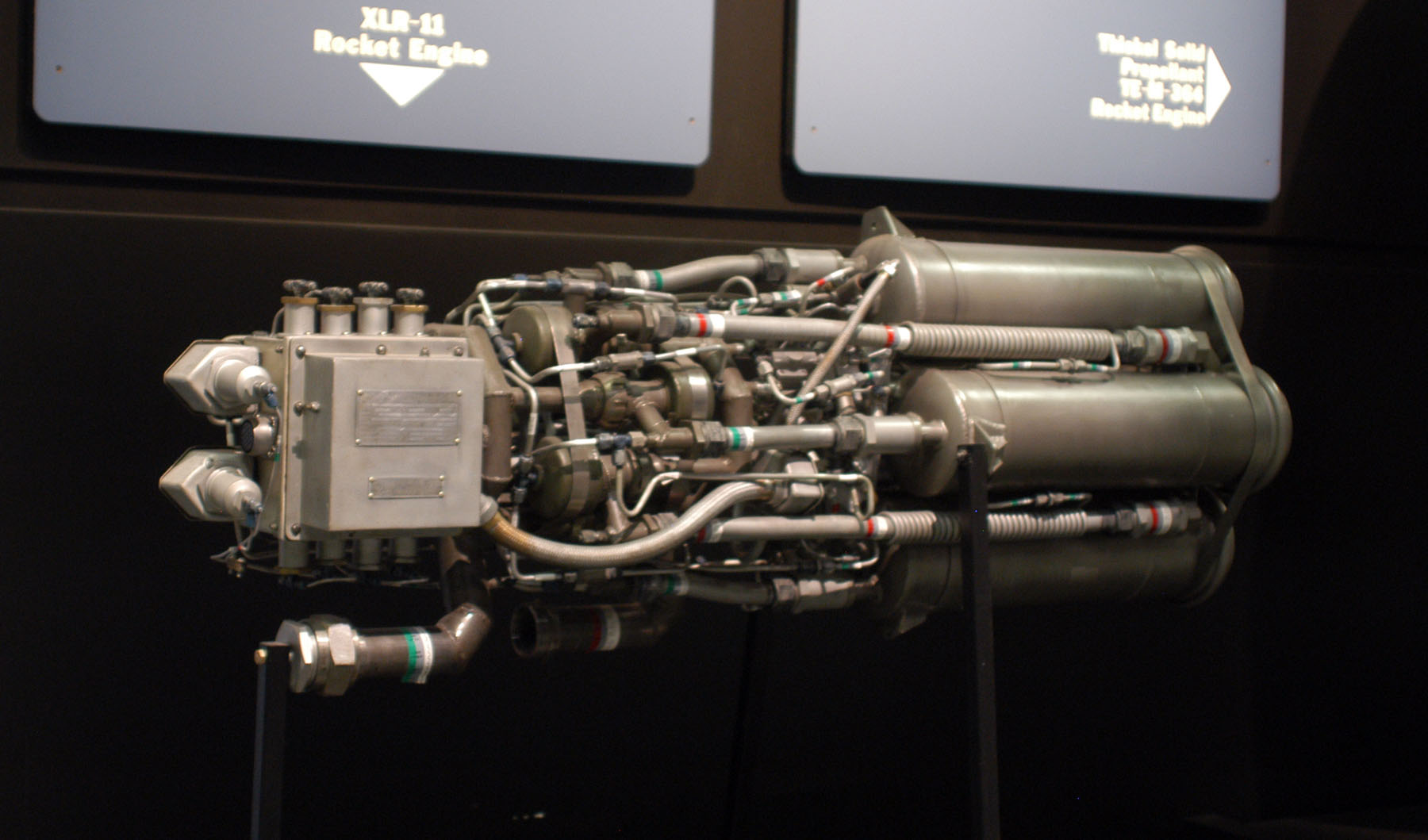
XLR11

Das Reaction Motors XLR-11 (Navy-Bezeichnung Reaction Motors XLR-8) ist ein US-amerikanisches Flüssigkeits-Raketentriebwerk. Es war das erste dieser Bauart in den USA für den Einsatz in bemannten Flugzeugen.
Die Entwicklung begann 1944 bei der Reaction Motors, Inc. Das Triebwerk verfügte über vier Brennkammern, die zwar nicht gedrosselt werden konnten, aber im Fluge einzeln ein- und ausschaltbar waren. Jede dieser Brennkammern verfügte über einen Schub von zunächst 6,7 kN, so dass insgesamt ein Schub von 26,7 kN erzeugt werden konnte. Später wurden 8,9 kN pro Brennkammer erreicht, insgesamt maximal 35,6 kN. Das Gewicht betrug dabei nur 96 kg. Als Treibstoff wurde flüssiger Sauerstoff und Alkohol verwendet.
Der Erstflug eines scharfen XLR11 Triebwerkes fand 1946 statt. Mit diesem Triebwerk ist sowohl erstmals die Schallmauer durchbrochen worden (mit der Bell X-1) als auch erstmals schneller als die doppelte Schallgeschwindigkeit geflogen worden. Dies konnte mit der Douglas D-558-II erreicht werden. Des Weiteren wurde es bei der Republic XF-91 und der Martin-Marietta X-24 verwendet.
Letztes mit diesem Triebwerk ausgerüstete Modell war die North American X-15, die bei den ersten Flugversuchen mit zweien dieser Triebwerke bestückt war.